# Józef Łobodowski
Józef Łobodowski (ur. 19 marca 1909 w Purwiszkach, zm. 18 kwietnia 1988 w Madrycie) – polski poeta, autor liryki głęboko wizyjnej, proroczej i patetycznej, prozaik, publicysta, tłumacz. Publikował pod pseudonimami: Krawczenko, Maiński, Marienholz, Pszonka, Stefan Kuryłło, Szperacz.
Laureat Nagrody Młodych Polskiej Akademii Literatury za rok 1937. Uczestnik kampanii wrześniowej, wieloletni korespondent z Hiszpanii i Wielkiej Brytanii. Uznawany za skandalistę swoich czasów.
Łobodowski był jednym z niewielu poetów czasów międzywojennych, którzy odnawiali związki współczesnej liryki polskiej z tradycją szkoły ukraińskiej polskiego romantyzmu. Najczęstszym tonem wierszy Łobodowskiego był przy tym skrajny pesymizm oraz ciemny katastrofizm dziejów, ponad którym autor wznosi się wieszczym tonem starotestamentowych proroków. Zdobyło mu to wśród krytyki literackiej opinię „wizjonera par excellence”. Jego poezje zwykle przybierały postać rozbudowanej, nasyconej obrazami poetyckiej epistoły, raz pełnej heroicznych wezwań i wybuchów uczucia, innym razem zmierzającej w stronę publicystyki. W przeciwieństwie do apokaliptycznej części twórczości, jego wiersze kozackie i orientalne głosiły swoisty élan vital oparty na dzikości życia, porywczości serca i płomiennej miłości.
W pamięci kolejnych pokoleń Łobodowski utrwalił się jako wieczny buntownik, cygan i tułacz; zyskał zresztą kluczowy dla jego recepcji przydomek „ostatniego romantyka”. Jego literackim mottem był fragment wiersza Dedykacja: „ja jestem z tych, co wiersze tylko za połowę życia biorą, a później skaczą ku dzikich koni grzywom”.

## Życiorys
Urodził się w Purwiszkach, następnie z rodzicami mieszkał w Lublinie, a z wybuchem I wojny światowej wyjechali do Moskwy. Sam Łobodowski wywodził swój ród od hetmana kozackiego Grzegorza Łobody. W 1917 r. wyjechali do Jejska na południu Rosji i tam przybywali do 1922 r., kiedy w ramach repatriacji wrócili do Polski i ponownie zamieszkali w Lublinie. Uczęszczał do II Liceum Ogólnokształcącego w Lublinie (wtedy gimnazjum męskie) im. Hetmana Jana Zamoyskiego.
Często karany prawnie za swoją twórczość, jego tomiki nieraz podlegały konfiskacie. Debiutował w 1931 tomikiem O czerwonej krwi, który to został skonfiskowany przez lubelską cenzurę. W 1932 roku został relegowany z KUL. W 1932 r. wydawał w Lublinie marksistowskie pismo kulturalne „Barykady”, a w 1934 r. pismo „Dźwigary”. Od 1935 roku związał się z ruchem prometejskim, w 1938 roku wspierał wojewodę Henryka Józewskiego w realizacji jego koncepcji prometejskich. Za publikację Demonom nocy (1935) został w 1937 laureatem Nagrody Młodych Polskiej Akademii Literatury. W latach 1937–1938 redaktor czasopisma „Wołyń” w Łucku. Protestował przeciwko niszczeniu cerkwi prawosławnych. Należał również do grupy poetyckiej „Wołyń”
We wrześniu 1939 roku wziął udział w kampanii wrześniowej i 19 IX, po agresji ZSRR na Polskę,  wraz z brygadą gen. Maczka wycofał się na Węgry. Po kilku ucieczkach z węgierskich obozów internowania przedostał się do Francji, gdzie został aresztowany i osadzony w więzieniu wojskowym w Paryżu.
Około 1940 roku był redaktorem czasopisma „Wrócimy”. W 1941 roku wyjechał do Hiszpanii, gdzie spędził resztę życia. Jako antykomunista (znany ze swoich ostrych antykomunistycznych wystąpień) był jednym ze współzałożycieli Sekcji Polskiej Radia Madryt. W londyńskich „Wiadomościach” Mieczysława Grydzewskiego zamieszczał cykl swoich felietonów Worek Judaszów. Publikował także w paryskiej „Kulturze” i odegrał znaczącą rolę w budowaniu powojennego dialogu polsko-ukraińskiego. Uznany przez Ukraińców „za łącznika między literaturą polską i ukraińską”. Łobodowski tłumaczył na polski m.in. poezje Tarasa Szewczenki, Łesi Ukrainki i Jara Sławutycza. Pieśń o Ukrainie Łobodowskiego na język ukraiński przełożył poeta Swiatosław Hordyński.
Był regularnym autorem tekstów w londyńskim „Tygodniu Polskim” i „Orle Białym” Tłumaczył dzieła m.in. św. Jana od Krzyża, Federica Garcíi Lorki, Anny Achmatowej, Josifa Brodskiego, Aleksandra Sołżenicyna. Podpisał list pisarzy polskich na Obczyźnie, solidaryzujących się z sygnatariuszami protestu przeciwko zmianom w Konstytucji Polskiej Rzeczypospolitej Ludowej (List 59). Laureat Nagrody Związku Pisarzy Polskich na Obczyźnie w 1967 roku.
Zarządzeniem z 11 listopada 1985 Prezydenta RP na uchodźstwie Edwarda Raczyńskiego został odznaczony Krzyżem Oficerskim Orderu Odrodzenia Polski za wieloletnią działalność na niwie kultury polskiej.